# Isafold
Rederiet Isafold A/S er en dansk fiskerivirksomhed med hovedkvarter i Hirtshals. Den er ejet af Karsten Mølgaard og Lise Bjørn Jørgensen, der etablerede selskabet i 2019. Virksomhedens fiskeri er målrettet fiskeri af pelagiske fisk som sild, makrel og Tobis. Fiskeriet foregår fra fiskefartøjet HG 33 Isafold, der blev bygget på Zamakona Yards i Spanien i 2022.
Rederiet Isafold ejede i 2017 danske fiskekvoter på 69.927 tons industri-fisk, hvilket var 7 % af Danmarks samlede industri-fiskekvote.